# Oława
Oława (česky Olava, německy Ohlau) je město v jihozápadním Polsku v Dolnoslezském vojvodství, sídlo okresu Oława. Leží ve Slezské nížině na Odře a jejím levém přítoku Olava (Oława neboli Oławka) zhruba 25 km jihovýchodně od Vratislavi. Historicky patří k Dolnímu Slezsku. Prochází tudy železniční magistrála Vratislav – Katovice. V roce 2023 žilo ve městě 33 153 obyvatel.

## Historie
První písemná zmínka o Olavě pochází z roku 1149, kdy ta byla jako vesnice darována Piotrem Włostowicem benediktinskému opatství na Ołbinu (dnes čtvrť Vratislavi). Na starou slovanskou osadu navázala v roce 1234 lokace města podle středského práva v rámci velké kolonizace. Galský kohout v městském znaku je připomínkou nejvýraznější skupiny tehdejších osadníků: tkalců z Valonska. Město bylo ve svých dějinách několikrát ničeno a obnovováno, mj. během mongolského vpádu (1241), husitských válek (1429) a třicetileté války (1634, 1642).

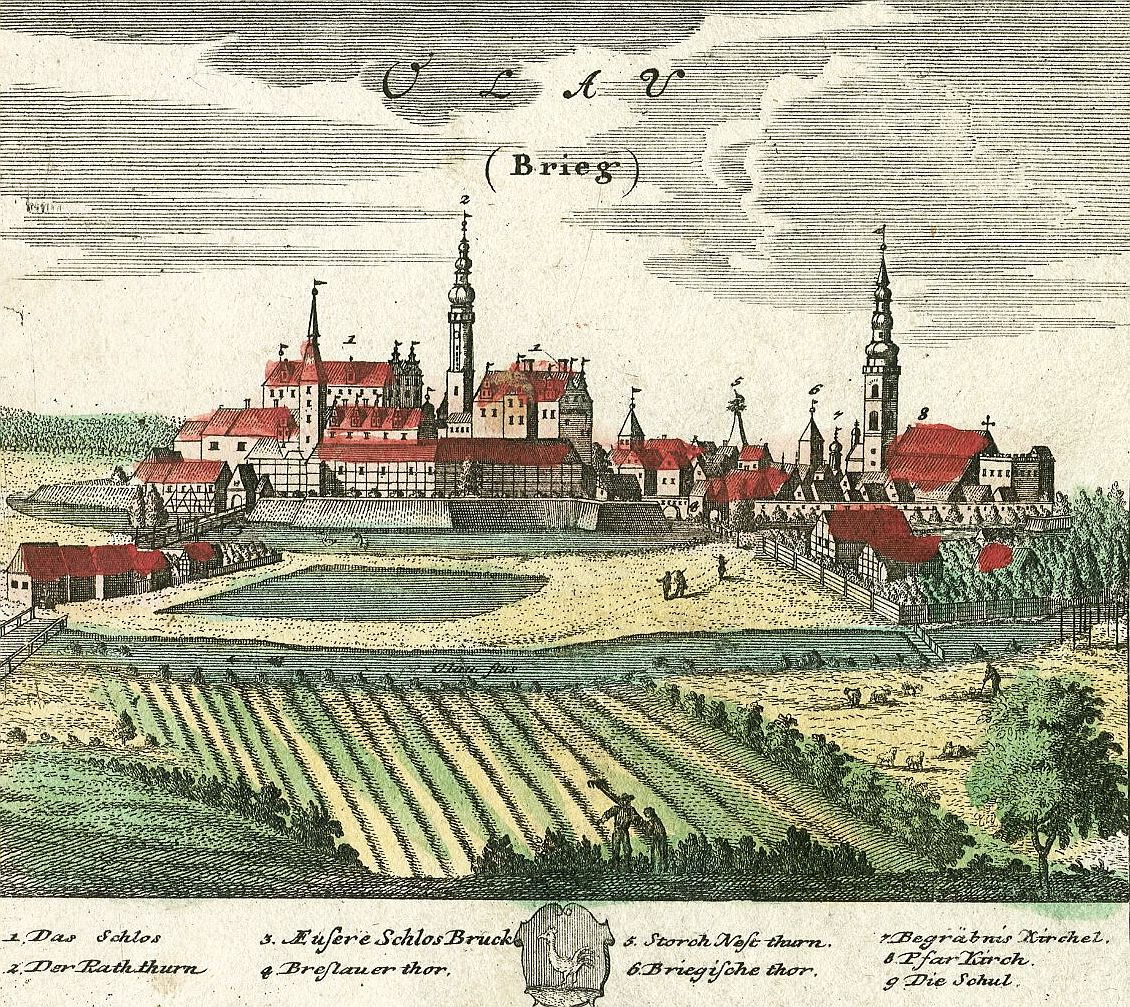
Olava v polovině 18. století

Olava byla po staletí součástí Břežska, potažmo Břežsko-lehnického knížectví, s nímž spadala mezi země Koruny české. Existence Olavského knížectví jakožto samostatného území je historiky zpochybňována, byť se v titulatuře některých slezských Piastovců objevuje termín dominus Olaviensis (pán na Olavě). V letech 1691–1737 držel olavské statky Jakub Ludvík Sobieski, nejstarší syn Jana III. Sobieského.
Po první slezské válce (1742) město připadlo Prusku (později sjednocenému Německu) a stalo se sídlem okresu (od správní reformy roku 1815 v rámci provincie Slezsko, vládní obvod Vratislav).
Samotná Olava byla od počátku moderní doby převážně německojazyčná, ovšem jazyková hranice vedla nedaleko odsud a ještě v 19. století se na okolním venkově běžně používalo dolnoslezské nářečí slovanského (lechického) typu. V roce 1890 žilo ve městě 8 632 obyvatel, z toho 65 % evangelíků, 33,3 % katolíků a 1,7 % židů. Úsek Hornoslezské dráhy Vratislav – Olava, který byl zprovozněn 22. května 1842, platí za nejstarší železniční trať na území dnešního Polska.
Závěrečné boje druhé světové války a plundrování města po obsazení Rudou armádou (4. února 1945) přinesly zkázu velké části zástavby včetně mnoha historických památek. Na základě jaltských ujednání a Postupimské dohody byla Olava po válce připojena k Polsku. Odsunuté německé obyvatelstvo nahradili polští přesídlenci z východních území postoupených SSSR a osadníci z centrálního Polska. Do roku 1992 sídlila ve městě sovětská vojenská posádka.

## Pamětihodnosti
- Zámecké náměstí (Plac Zamkowy): rozsáhlé zelené náměstí v severní částí historického centra, jehož jméno odkazuje na olavský hrad, který byl vybudován na podnět Ludvíka I. Břežského mezi lety 1359 až 1398, a za Fridricha II. Lehnického v polovině 16. století byl přestavěn na renesanční zámek; další přestavba proběhla na sklonku 17. století v barokním slohu, tehdy vzniklo mj. nové východní křídlo nazývané Luisin palác; po smrti Jakuba Ludvíka Sobieského začal zámecký areál chátrat; v 19. století byly dvě třetiny budov zbourány, zbytek účelově přestavěn mj. na pivovar, kasárna či továrnu na cigarety; v Luisině paláci sídlila škola, zatímco na místě středního křídla (Christianova) byl postaven evangelický kostel (nyní katolický kostel sv. Petra a Pavla) podle návrhu Karla Friedricha Schinkela; po druhé světové válce byl obnoven pouze Luisin palác, který je nyní hlavním sídlem městského úřadu, a kostel sv. Petra a Pavla (ovšem v novější podobě, kterou získal po požáru v roce 1928), pozůstatky severního křídla s gotickou věží byly odstraněny v roce 1974; charakteristickým prvkem někdejšího zámeckého areálu je i vodojem z počátku 20. století;
- Rynek (Hlavní náměstí): dochovalo se několik měšťanských domů z 18. a 19. století, a také uprostřed klasicistní radnice z roku 1823 podle návrhu Karla Friedricha Schinkela (přestavěná v letech 1910–1915 a 1924), do níž je zakomponována osmiboká věž s barokní špičkou, která byla součástí starší radniční budovy; v jihozápadním rohu k náměstí přiléhá kostel Panny Marie Útěšné – katolický (v letech 1534–1945 evangelický) farní kostel, mnohokrát přestavován, mj. v roce 1886, kdy 62metrová věž získala současnou novogotickou podobu;
- Ulice 1 Maja: páteřní ulice spojující historické jádro Oławy a vlakové nádraží v jižní části města; mezi nejdůležitější památky patří barokní kostelík sv. Rocha (původně hřbitovní) postavený v roce 1604 a rozšířený v roce 1706, a také budova pošty z roku 1886 ve stylu severní novorenesance;
- Bývalá kasárna pruské armády v ulicích 3 Maja a Młyńska;

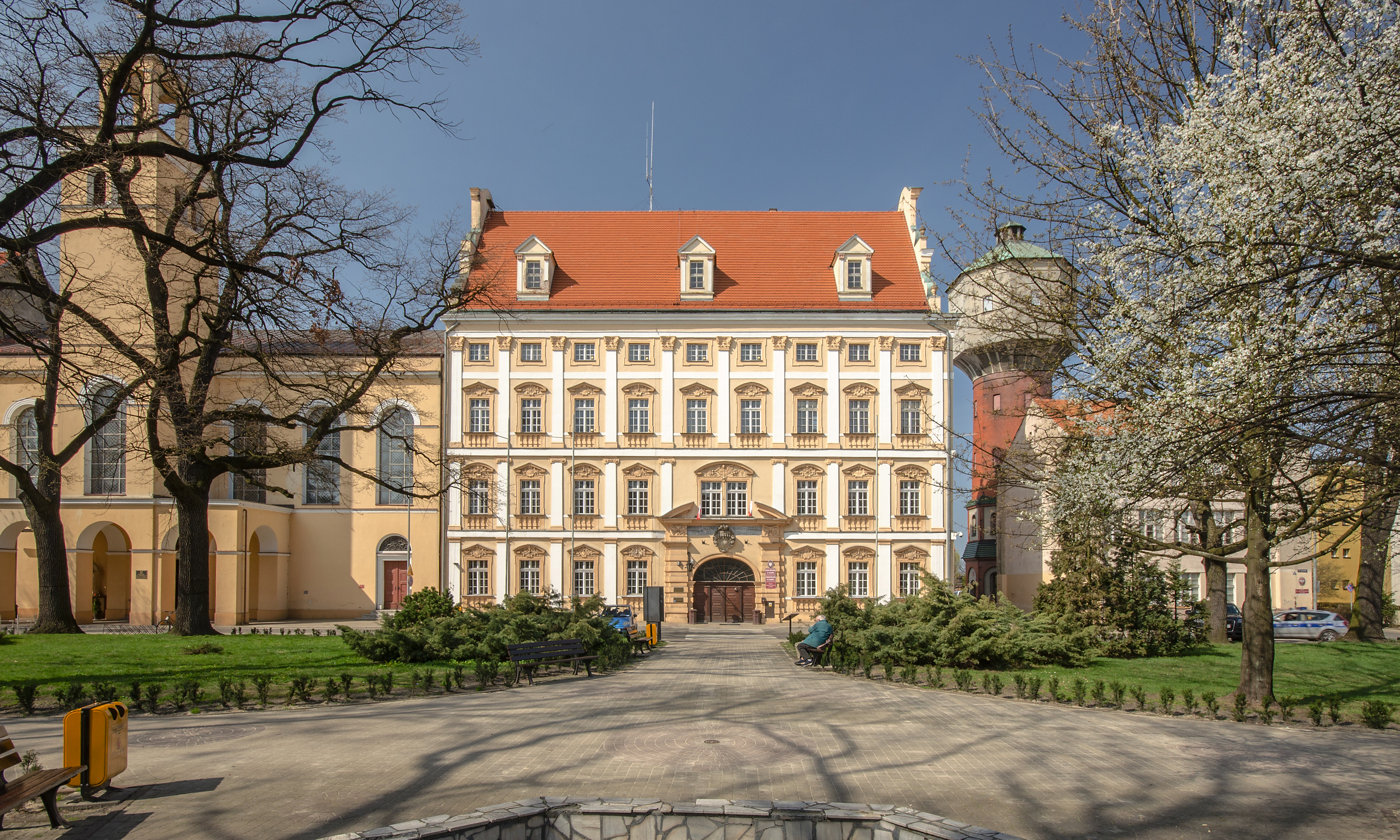
Luisin palác
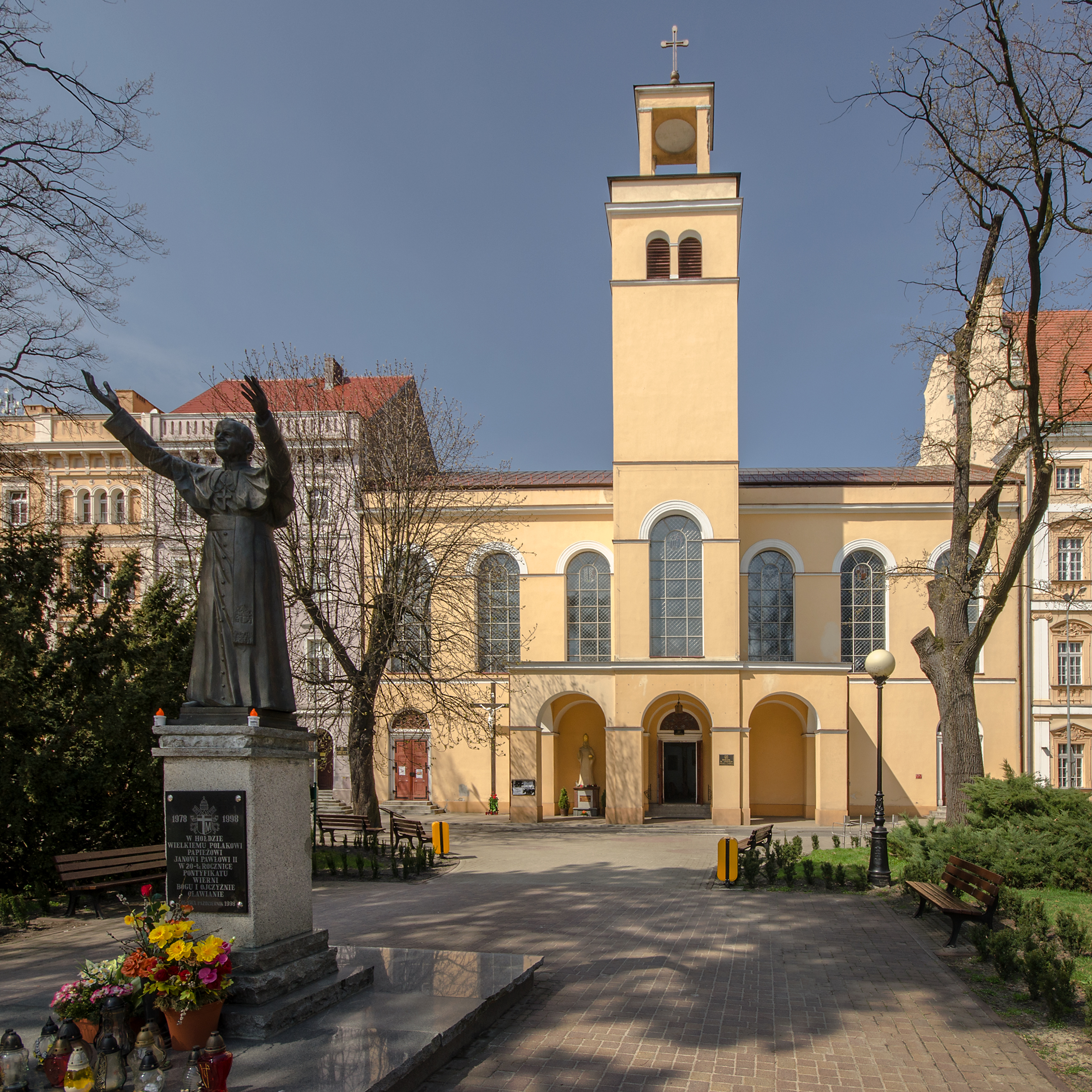
Kostel sv. Petra a Pavla
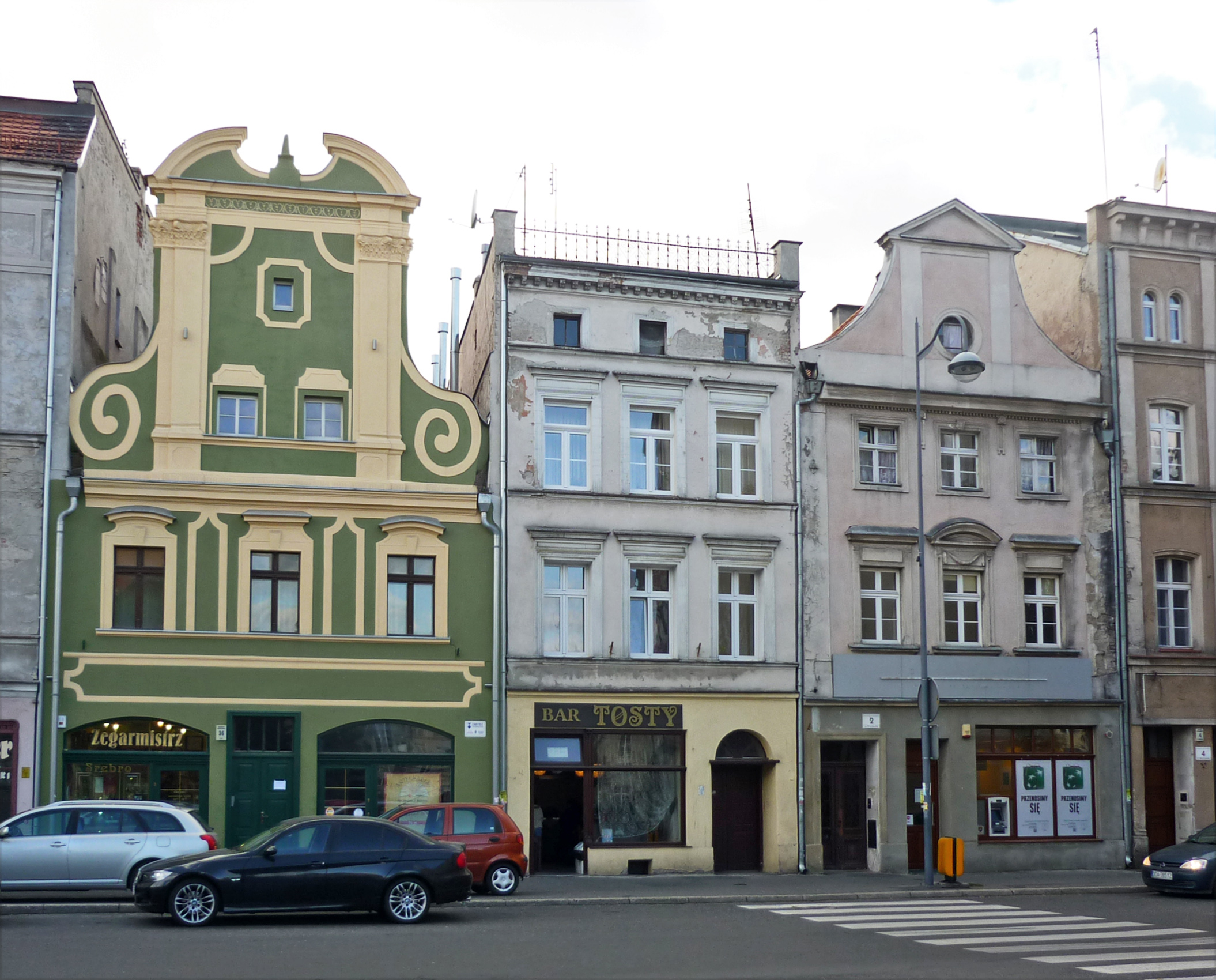
Měšťanské domy na Rynku
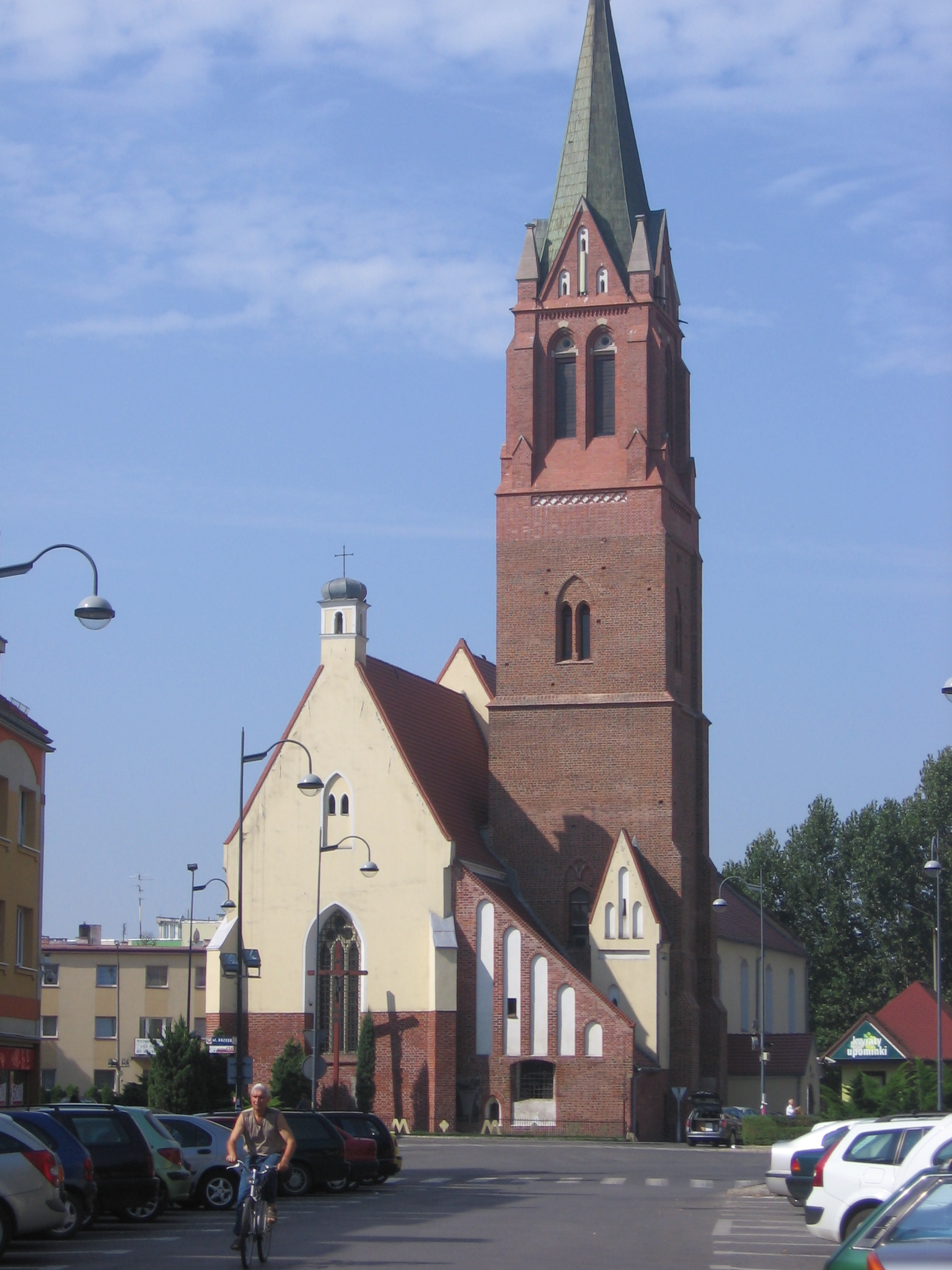
Kostel Panny Marie Útěšné
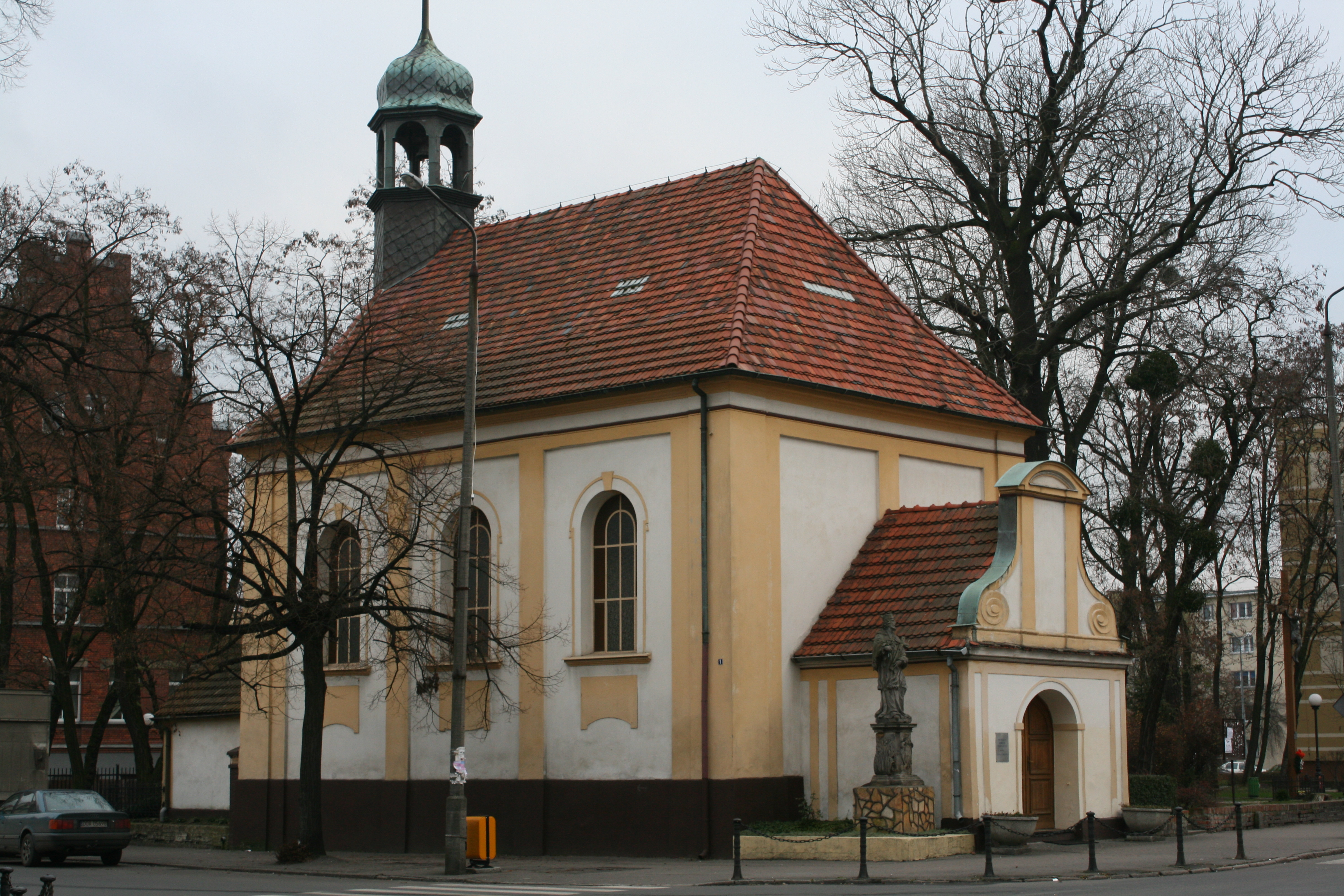
Kostel sv. Rocha
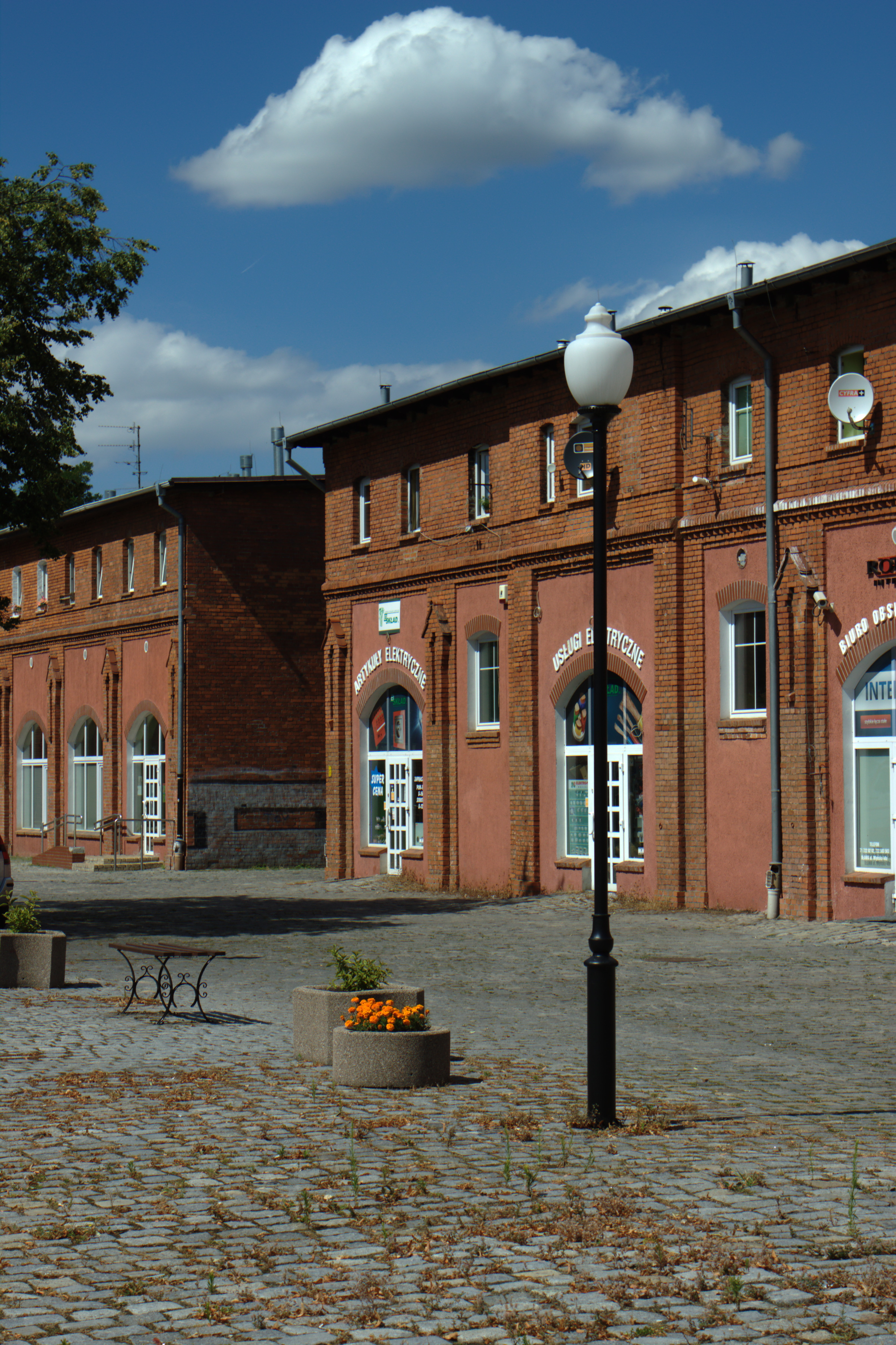
Bývalá kasárna

## Osobnosti
- Hermann Eberhard (1852–1908) – námořník a podnikatel, zakladatel prvních osad v západní části Patagonie
- Bernd Eistert (1902–1978) – chemik, spoluobjevitel Arndtovy-Eistertovy syntézy
- Szymon Kołecki (* 1981) – vzpěrač, zlatý medailista olympijských her 2008
- Jiří Vilém Lehnický (1660–1675) – lehnický, volovský a břežský kníže, poslední mužský představitel piastovské dynastie
- Bernhard Lichtenberg (1875–1943) – římskokatolický duchovní, odpůrce nacismu, Spravedlivý mezi národy
- Alfred Pringsheim (1850–1941) – matematik a mecenáš umění
- Marie Klementina Sobieska (1702–1735) – dcera Jakuba Ludvíka Sobieského, titulární anglická královna v období jakobitských sporů
- Adam Wójcik (1970–2017) – basketbalista

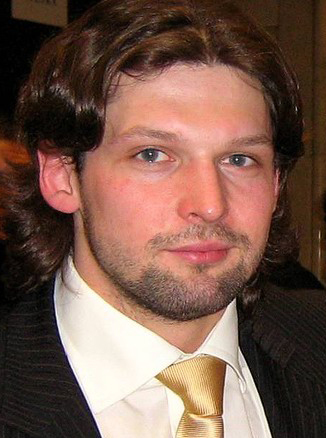
Szymon Kołecki
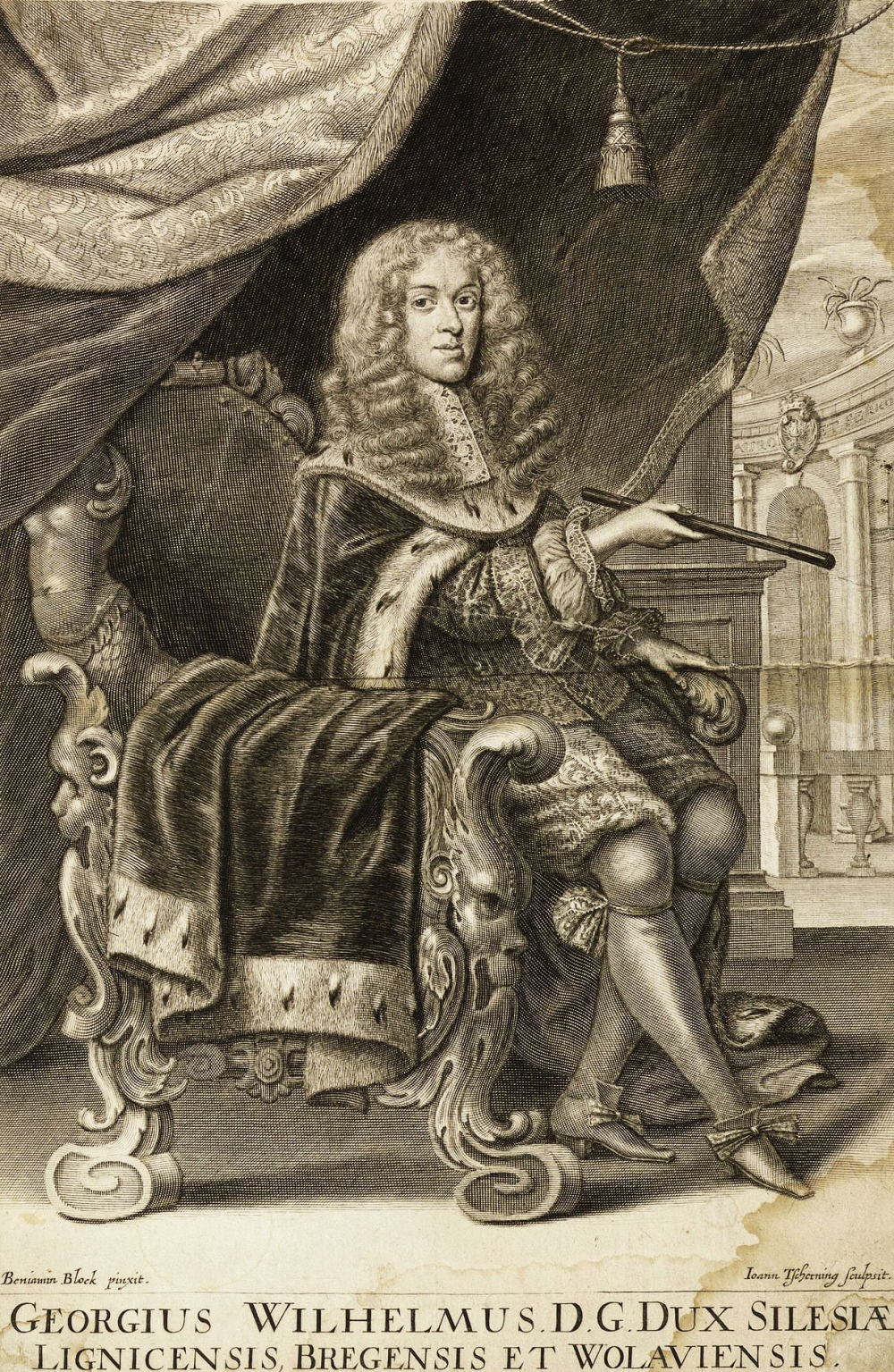
Jiří Vilém Lehnický
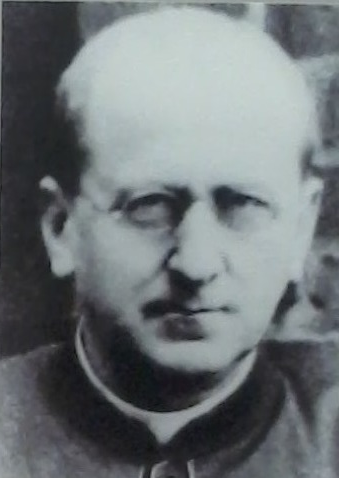
Bernhard Lichtenberg
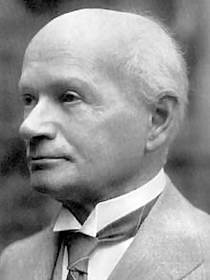
Alfred Pringsheim
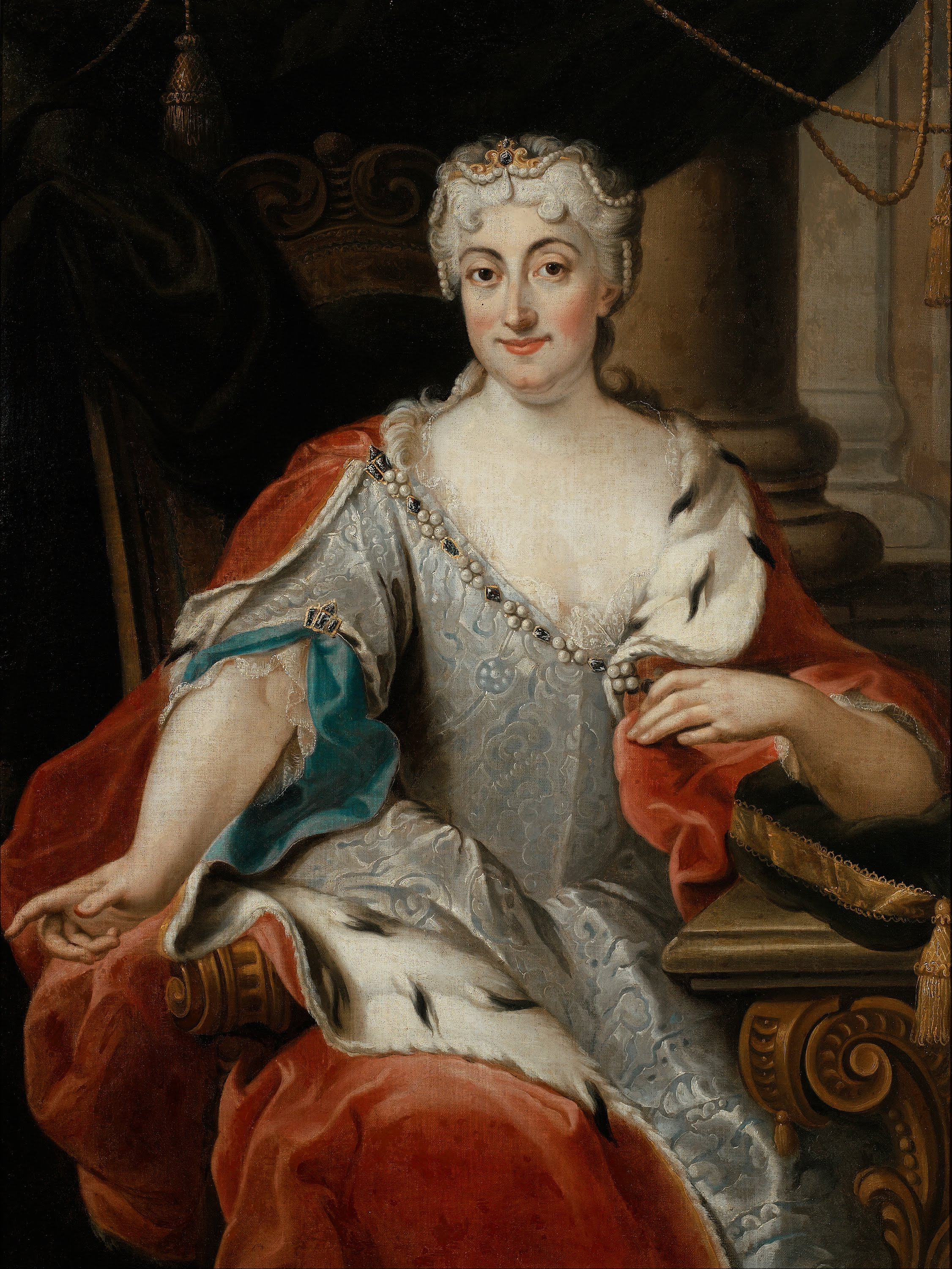
Marie Klementina Sobieska
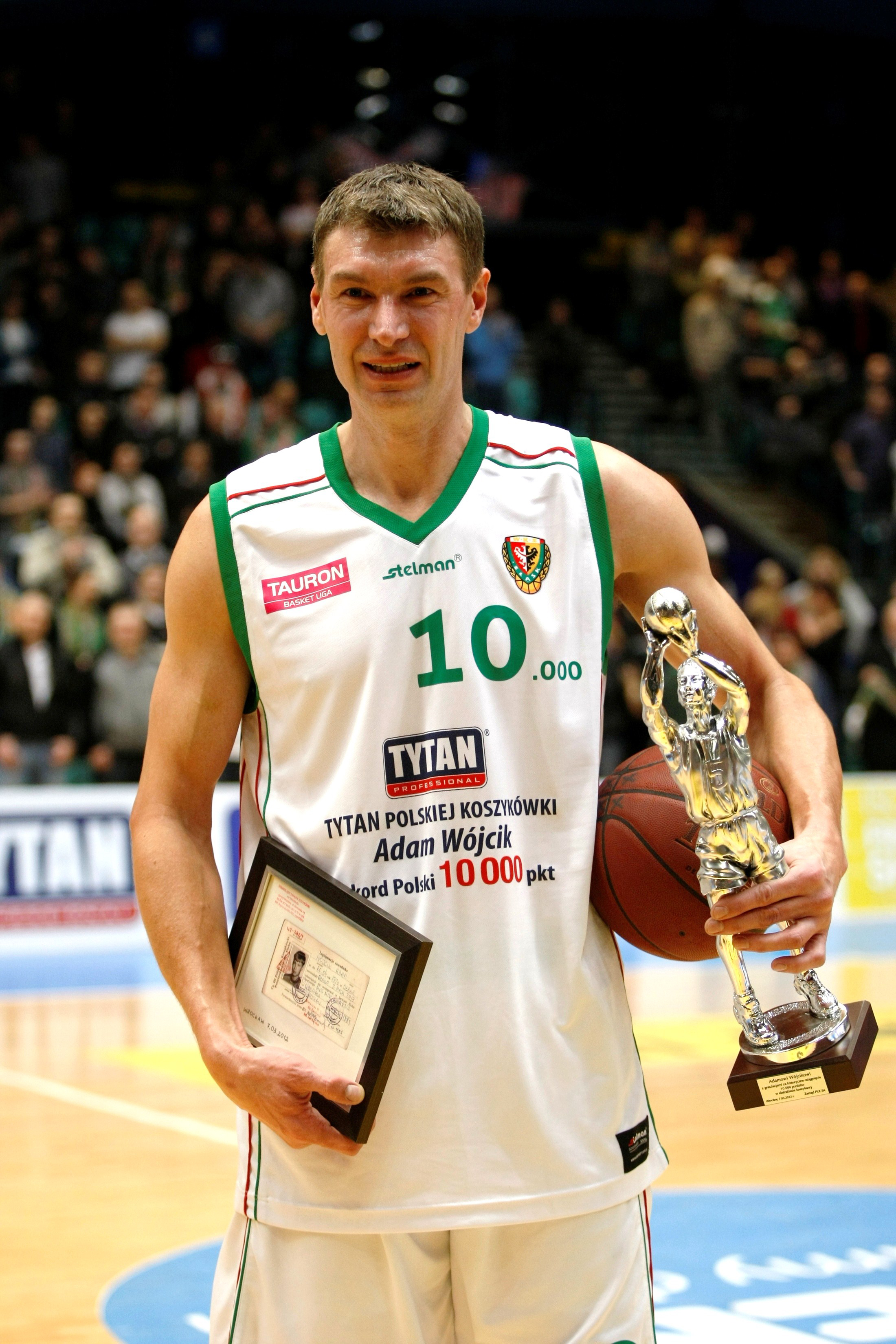
Adam Wójcik

## Partnerská města
- Česká Třebová, Česko
- Oberasbach, Německo
- Priolo Gargallo, Itálie
- Sighetu Marmației, Rumunsko
- Zoločiv, Ukrajina